# Zaarouriye
Zaarouriye (en arabe : زعرورية ; aussi écrit: Zaarourieh) est un village dans les montagnes du Chouf au Mont-Liban.

## Géographie
Le village est situé dans le District du Chouf (chouf l'iklim el karroub) au Mont-Liban, à 750 mètres d'altitude, à 40 km de Beyrouth.
Il compte 3 000 habitants en été.
Neige une à deux fois par an.
Accès de Beyrouth : Autoroute vers Sidon, khaldeh, Nahméh, Damour
- Échangeur pont de Damour Debieh Saadiyat, suivre Masbah el jisr chateau de mer - université arabe
- Sadyaat
- Dahr el magharah
- Debbieh
- Borjainn
- Ain el hawor
- Daraya
- Anout
- Zaarourieh

À visiter, villes et villages proches : Deir el kammar, Beitedinne, la vallée de Bisri, Couvent Saint-Sauveur à Joun. Monuments romains à Chehim.

## Économie
Autrefois l'économie du village reposait sur l'agriculture. On y cultive surtout les oliviers (pour l'huile d'olive), les arbres fruitiers, les figuiers et la vigne.
Actuellement l'économie repose sur les salaires des fonctionnaires " Instituteurs, Professeur, Armée Gendarmerie" on y compte aussi un nombre non négligeable des médecins, ingénieurs et professeurs universitaire.
Arbres sauvages : Aubépine, pins sauvage, caroubier, chênes etc
Écoles : 2 écoles primaires, un collège et un lycée situé dans le même bâtiment.
Source d'eau : al aain, ain al hakhmieh
La maison individuelle reste l'habitat de choix.